# Марсашлокк

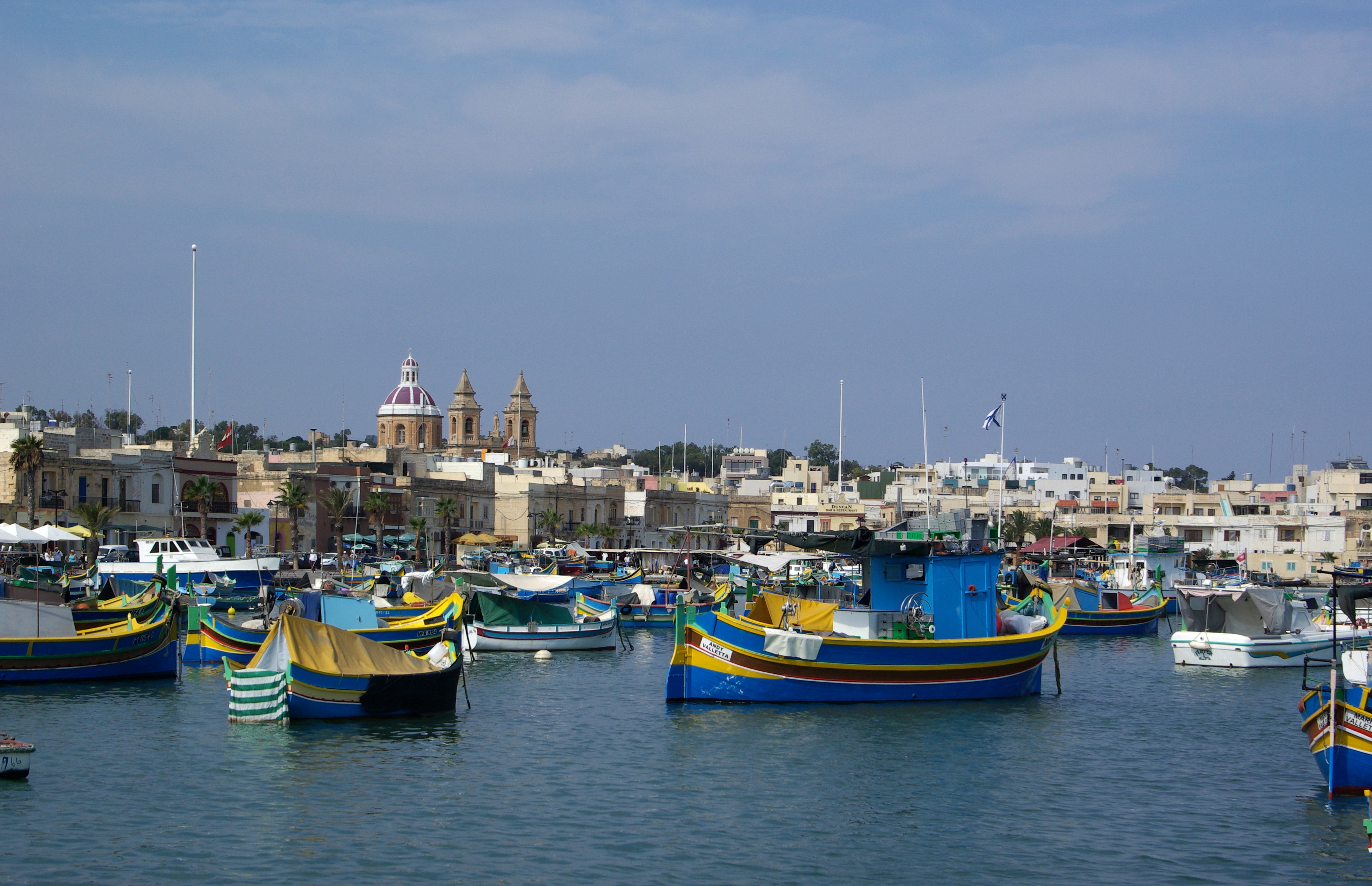

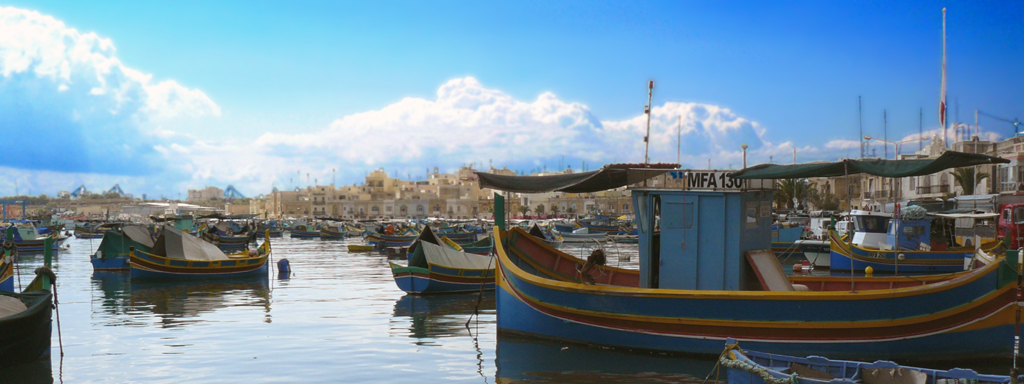
Marsaxlokk bay

Марсашлокк (мальт. Marsaxlokk) — город и община на Мальте.
Марсашлокк — небольшой город в юго-восточной части острова Мальта, на морском побережье между мысами Делимара-Пойнт и Бенхиза-Пойнт. Ещё в древности это место использовалось карфагенянами, а затем и римлянами как главная гавань Мальты. В 1565 году, когда османская Турция попыталась захватить остров, у Марсашлокка была стоянка турецкого флота.
Во время Второй Мировой войны бухта Марсашлокка должна была стать местом высадки основного морского десанта стран Оси (операция «Геркулес»), однако в результате[чего?] операция была отменена.
Численность населения Марсашлокка ныне составляет 3241 человек (на 2009 год). Основные промыслы местного населения — рыболовство и туристический бизнес. Одной из достопримечательностей местечка являются ярко разукрашенные рыболовецкие суда горожан (луззу). В Марсашлокке также находится новейшая на Мальте, пущенная в действие в 1992 году электростанция Делимара.